# 津軽順承
津軽 順承（つがる ゆきつぐ）は、江戸時代後期の大名。陸奥黒石藩2代藩主。のち陸奥弘前藩11代藩主。官位は従四位下・左近将監、大隅守。

## 略歴
三河国吉田藩主・松平信明の五男。幼名は新之助。初名は信寛。
文政4年（1821年）6月5日、黒石藩の津軽親足の養子となった。養子入りに伴い、邦足と改名した。文政7年（1824年）2月、11代将軍・徳川家斉に拝謁する。文政8年（1825年）11月5日、親足の隠居により跡を継いだ。同年12月16日、従五位下・左近将監に叙任する。文政9年（1826年）4月28日、後に養父ともなる本家弘前藩主の津軽信順から偏諱を受け、順徳（ゆきのり）と名乗った。
天保10年（1839年）5月16日、本家藩主である信順が不行跡により幕府の命令で強制隠居となったため、その養嗣子として跡を継いだ（黒石藩は養子の承保が継ぐ）。天保13年11月、順承と改名した。弘化元年（1844年）12月16日、従四位下に昇進する。嘉永3年（1850年）12月16日、侍従に任官する。
佐藤一斎に師事した英才藩主で、天保の大飢饉や信順時代の浪費で破綻していた藩財政再建を目指した。名君といわれた津軽信明に倣って、5か条の倹約令や30か条の経費節減、新田開発や荒地の復興、貯蓄制度による凶作対策や洋式軍備による軍備増強、大砲鋳造や海防警備の強化、医学館や蘭学堂の設置による学問の奨励など、様々な藩政改革に努めて藩政を再建した。また、渋江抽斎を登用したことで知られている。
安政2年（1855年）、蝦夷地警固を命じられ、宗谷（稚内）に藩兵を派遣した。その際、ビタミンB1不足由来の浮腫病（ニコチン酸欠乏症）防止のために、コーヒー豆を支給している。
安政6年（1859年）2月7日、婿養子・承昭に家督を譲って隠居し、長楽庵と号した。その後は俳句の世界に入り、梅翁という俳号を名乗った。元治2年（1865年）2月5日、死去。享年66。政徳院殿脩道幻光大居士。墓所は東京都台東区上野桜木の津梁院。
弘前藩では、津軽信明と並ぶ名君と言われている。

## 系譜
- 父：松平信明
- 母：千枝、恵覚院 - 久須美氏
- 養父：津軽親足
- 養父：津軽信順
- 正室：泉姫、彰信院 - 有馬久保の娘
- 側室：清瀬、諦信院 - 梶文左衛門の叔母
- 生母不明の子女
  - 四女：常姫 - 初名・たま姫、明光院、津軽承祜の婚約者後に津軽承昭正室
- 養子
  - 男子：津軽承祜 - 津軽順朝の長男
  - 男子：津軽承昭 - 細川斉護の四男

## 偏諱を受けた人物
- 津軽承祜（養子（世子）、早世）
- 津軽承烈（承昭）（養嗣子、弘前藩12代藩主）
- 津軽承保（養子、黒石藩第3代藩主）
- 津軽承叙（承保養子、黒石藩第4代藩主、承祜の弟）